# Влајићи
Влајићи су насељено мјесто у општини Теслић, Република Српска, БиХ. Према попису становништва из 1991. у насељу је живјело 839 становника.

## Географија
Налази се уз ријеку Гомјеницу, а подијељено је на двије цјелине, на Горње Влајиће и Доње Влајиће, док је управно подијељено на мјесне заједнице Бања Влајићи и Влајићи.

## Становништво
| Националност       | 1991. | 1981. | 1971. | 1961. |
| Срби               | 798   |       |       |       |
| Југословени        | 7     |       |       |       |
| Хрвати             | 3     |       |       |       |
| остали и непознато | 20    |       |       |       |
| Укупно             | 828   | 956   | 1.032 | 904   |

| Демографија | Демографија | Демографија |
| Година      | Становника  | Становника  |
| ----------- | ----------- | ----------- |
| 1961.       | 904         |             |
| 1971.       | 1.032       |             |
| 1981.       | 956         |             |
| 1991.       | 828         |             |

## Образовање
У Влајићима се налази подручно одјељење Основне школе „Иво Андрић“.